# Arnaldo Casimiro Anica
Arnaldo Casimiro Anica (Tavira, 1926-2023), foi um historiador e antigo capitão do Exército Português.

## Biografia
Arnaldo Casimiro Anica nasceu na freguesia da Luz de Tavira a 4 de Fevereiro de 1926, filho de Joaquim Anica e de Rita da Luz Beatriz Mendonça. Casou com Odete de Jesus Sousa, de quem teve uma filha em 1957.  
Foi Capitão do Exército Português do R.I.F.T., tendo participado na  Guerra Colonial Portuguesa em Angola (1961-1963 e 1973-1975) e na Guiné (1964-1966 e 1967-1968). Depois da guerra, foi um dos principais estudiosos da história de Tavira e da região do Algarve, tendo assumido funções como Vogal da Comissão de História Militar em Tavira.
Faleceu aos 97 anos, a 2 de Julho de 2023.

## Obras
- 2011 - O Algarve - Breve História Militar Desde 1640 Até Meados do Séc. XX
- 2011 - Monografia da Freguesia de Cabanas de Tavira
- 2008 - Monografia da Freguesia da Conceição de Tavira[4]
- 2005 - Monografia da Freguesia de Santa Catarina da Fonte Do Bispo: Da Sua Criação À Actualidade
- 2001 - Tavira e o Seu Termo: Memorando Histórico, Vol. II

- 2000 - Toponímia de Tavira
- 1998 - História da Misericórdia de Tavira no Último Quartel do Séc. XX
- 1994 - Freguesias, Vilas e Cidades do Algarve : Sua Antiguidade e População
- 1993 - Tavira e o Seu Termo: Memorando Histórico
- 1989 - Notícias Históricas de Tavira, 1242-1840 / Damião Augusto de Brito Vasconcelos (Prefácio, verificação do texto, notas críticas, apêndice e índice ideográfico).
- 1983 - O Hospital do Espírito Santo e a Santa Casa da Misericórdia da Cidade de Tavira: Da Fundação À Actualidade
- 1981 - A Organização Militar no Algarve (desde 1668)
- 1979 - O Algarve e os Algarvios na Guerra da Restauração[2]